# P/2013 N3 (PANSTARRS)
P/2013 N3 (PANSTARRS) — одна з короткоперіодичних комет сім'ї Юпітера. Ця комета була відкрита 4 липня 2013 року; вона мала 20.7m на час відкриття.